# OstseeSparkasse Rostock

Ehemaliges Logo

Die OstseeSparkasse Rostock (kurz Ospa) ist eine in Rostock und dem angrenzenden Landkreis Rostock tätige Sparkasse mit Sitz in Rostock. Sie ist die größte Sparkasse in Mecklenburg-Vorpommern.

## Geschichte
Die OSPA wurde am 26. September 1825 als Sparkasse Rostock gegründet. Christian Friedrich Eggers eröffnete ab diesem Tag sein Geschäftslokal in der Wokrenterstraße 32 zunächst für zwei Stunden in der Woche. Somit war sie die erste Sparkasse im Geschäftsgebiet in privater Trägerschaft. 1918 ging sie in die städtische Verwaltung über. Durch die freiwillige Fusion mit den Sparkasse Bad Doberan, Teterow und Güstrow erhielt die OSPA 1994 ihren heutigen Namen. Heute ist die OSPA die größte Sparkasse in Mecklenburg-Vorpommern.

## Träger
Träger ist der Sparkassenzweckverband für die OstseeSparkasse Rostock, bestehend aus dem Landkreis Rostock und der Hansestadt Rostock.

## Stiftungen

### OSPA-Stiftung
1997 wurde die OSPA-Stiftung gegründet. Das Stiftungskapital betrug eine Million D-Mark Heute verfügt die Stiftung über ein Stiftungsvermögen in Höhe von fünf Millionen Euro. Die OSPA-Stiftung hat sich die Förderung und Unterstützung von Kunst, Kultur und Sport sowie die Kinder- und Jugendförderung auf die Fahnen geschrieben.

### OSPA-Sportstiftung
Am 13. August 2012 wurde die OSPA-Sportstiftung wirksam errichtet. Ausschließlicher und unmittelbarer Stiftungszweck ist die Förderung des Breiten-, Leistungs- und Nachwuchssports in der Hansestadt Rostock und im Landkreis Rostock. Das Stiftungsvermögen beträgt 2 Mio. EUR. Die Verwirklichung des Stiftungszwecks erfolgt durch die Unterstützung von Sportlerinnen und Sportlern sowie Vereinen im Amateur- und Leistungssport.

## Wirtschaftliche Entwicklung
|                               | 2006    | 2007    | 2008    | 2009    | 2010    | 2011    | 2012    | 2013    | 2014    | 2015   |
| ----------------------------- | ------- | ------- | ------- | ------- | ------- | ------- | ------- | ------- | ------- | ------ |
| Bilanzsumme (Mio. Euro)       | 3.172,4 | 2.885,5 | 2.814,7 | 2.783,6 | 2.725,2 | 2.740,4 | 2.777,5 | 2.845,1 | 3.028,0 | 3306,0 |
| Einlagen (Mio. Euro)          | 2.002,3 | 1.970,4 | 2.037,2 | 2.133,2 | 2.203,4 | 2.217,0 | 2.261,1 | 2.314,5 | 2.447,6 | 2632,8 |
| Kundenkredite (Mio. Euro)     | 1.682,8 | 1.558,4 | 1.486,0 | 1.422,9 | 1.385,3 | 1.385,5 | 1.462,7 | 1.594,0 | 1.768,2 | 1960,4 |
| Mitarbeiter am Bilanzstichtag | 605     | 557     | 558     | 536     | 542     | 537     | 546     | 579     | 639     | 629    |

## Ehemalige Persönlichkeiten
- Rainer Albrecht, Verwaltungsratsmitglied vom 29. September 2009[8] bis 31. Dezember 2011[9]
- Harald Terpe, Verwaltungsratsmitglied bis 29. September 2009[8]
- Thomas-Jörg Leuchert, Vorsitzender des Verwaltungsrats vom 29. September 2009[8] bis 5. März 2013, davor 1. Stellvertreter
- Karsten Kolbe, ehemaliger Verwaltungsrat

## Bilder

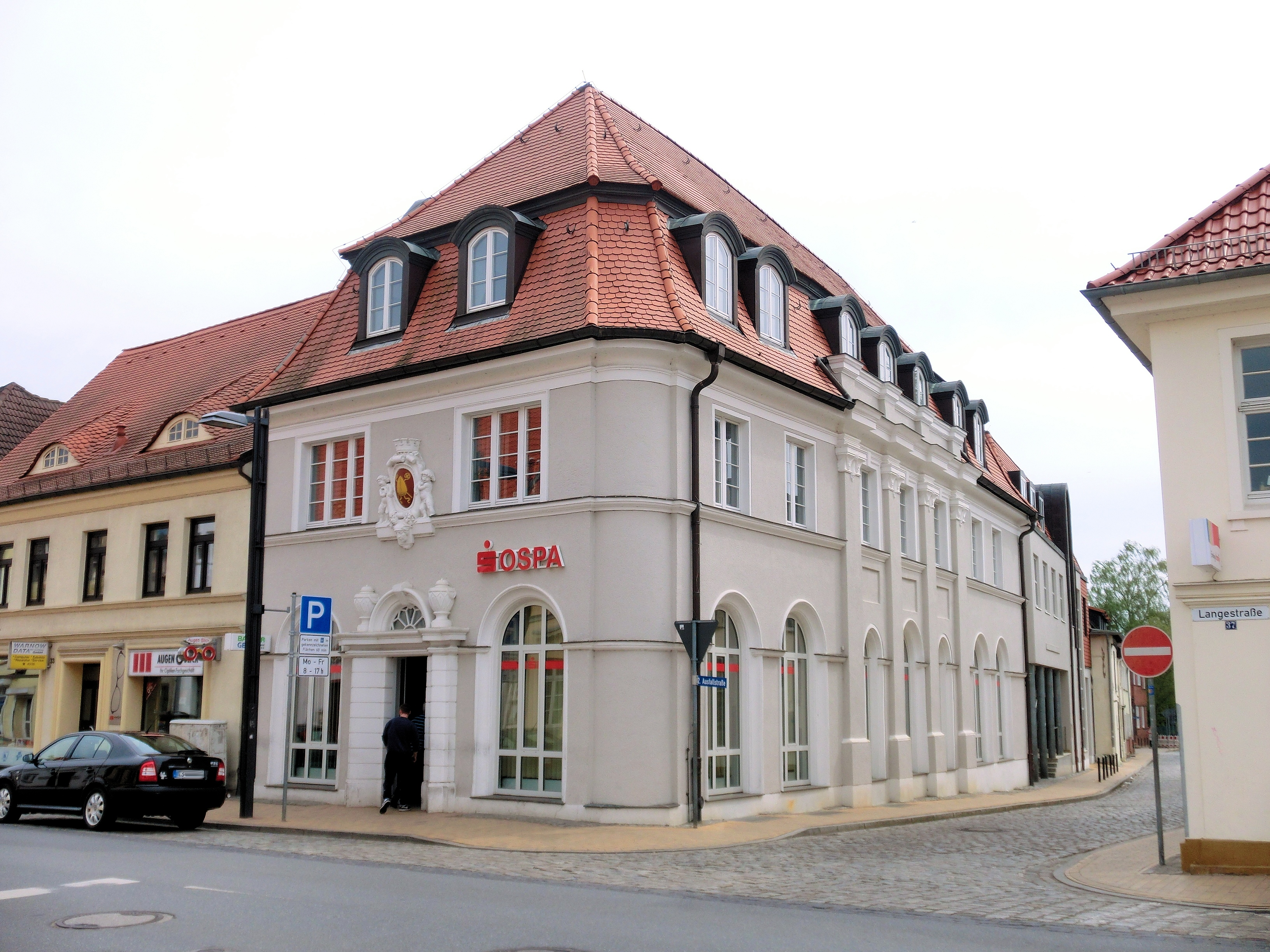
Filiale Bützow
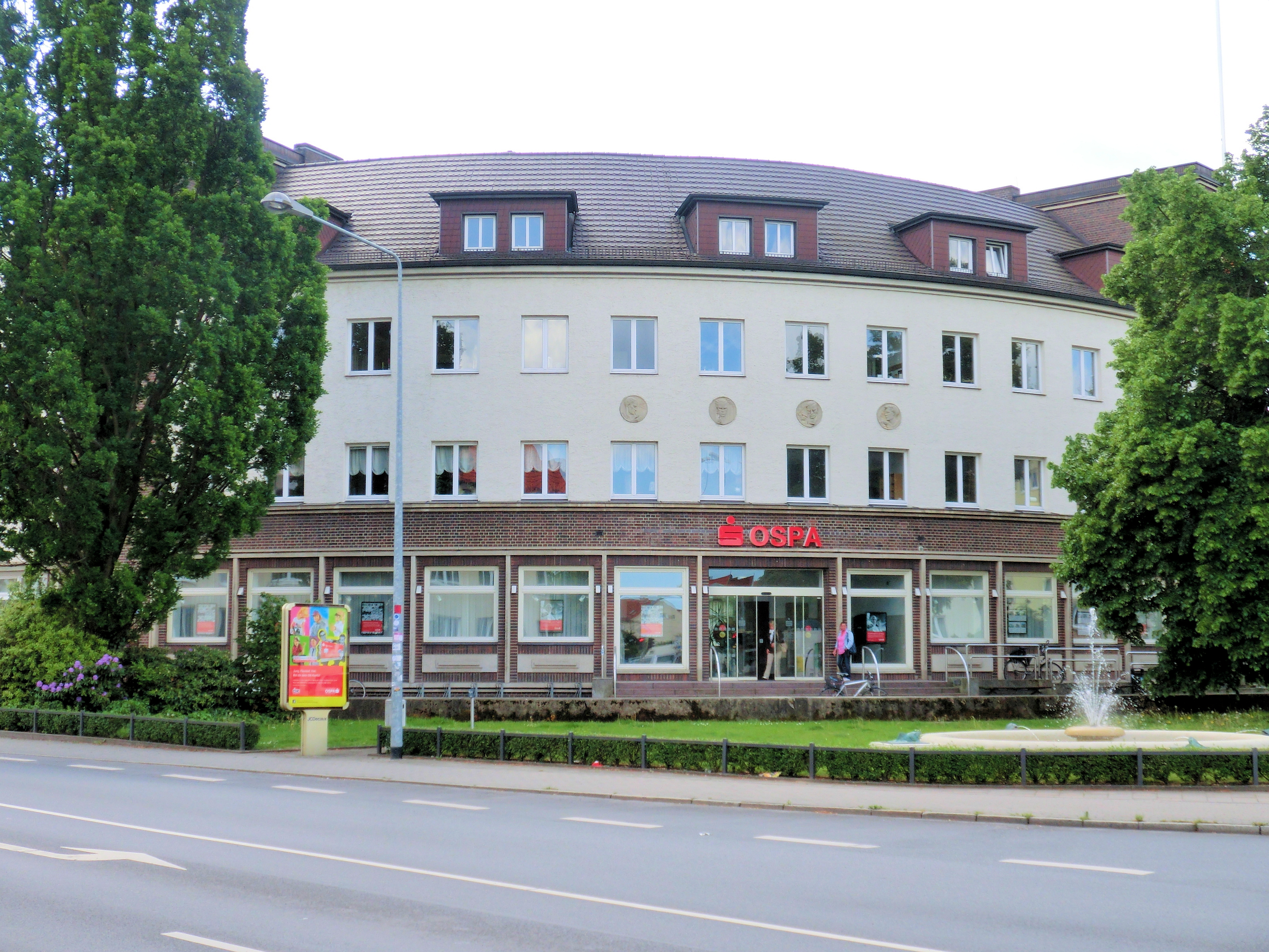
Filiale Rostock-Schillingallee